# La casa gialla
La casa gialla è un dipinto del pittore olandese Vincent van Gogh, realizzato nel 1888 e conservato al Van Gogh Museum di Amsterdam.

## Descrizione

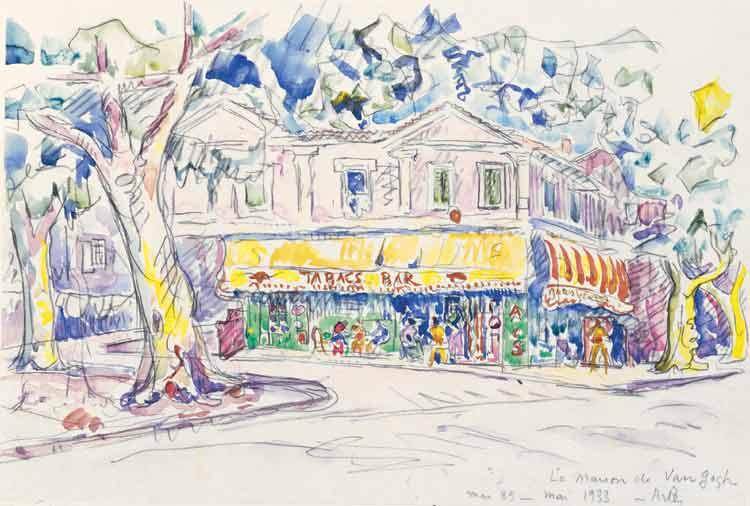
Paul Signac, Maison de Van Gogh (1933)

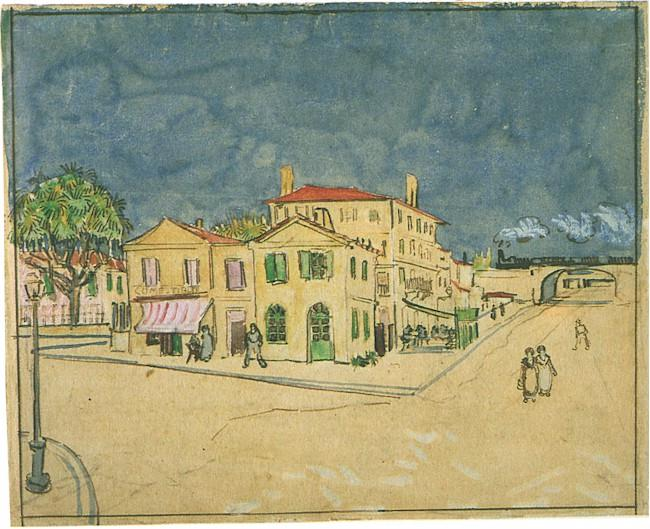
Vincent van Gogh, La casa gialla (Arles, settembre 1888); acquerello e calamo, 25,5×31,5 cm, Van Gogh Museum, Amsterdam. F 1413, JH 1591.

Una volta giunto ad Arles, van Gogh prese in affitto un modesto fabbricato al n. 2 di place Lamartine, soprannominato per il suo colore «casa gialla»: qui egli sognava di riunire una comunità fraterna di artisti in grado di stimolarsi vicendevolmente e di lottare per un'arte e per un mondo migliore. Una volta che i locali furono pronti Vincent li ricolmò di opere d'arte dai colori vivacissimi, come ci testimonia Paul Signac:
(Paul Signac)
In quest'opera Van Gogh ritrae la Casa Gialla con un'inusitata inquadratura d'angolo. L'osservatore entra nel dipinto secondo la linea obbligata dei mucchi di terra, ammassati sulle strade per via di alcuni lavori di manutenzione: questa deviazione indirizza gli occhi dell'osservatore verso la Casa Gialla e ritarda l'incontro con gli altri isolati della città di Arles. È solo dopo alcuni attimi, infatti, che lo sguardo si posa sulla strada di destra che, penetrando nel centro abitato (lungo gli allineamenti dei palazzi, infatti, troviamo raffigurati i tavolini del Café de l'Alcazar), conduce fuori città, dove troviamo il ponte della ferrovia con una locomotiva che, sbuffando un'aerea nuvola di vapore, procede la sua corsa. La visione viene infine completata dai personaggi, che chiacchierano seduti ai tavolini o camminano placidamente per le strade della città.
Anche in quest'opera il colore canta, tanto che è lecito parlare di una vera e propria «sinfonia di gialli». È proprio il giallo, colore distintivo del Meridione francese e del sole, il protagonista indiscusso di questo dipinto: gialli sono i mucchi di terreno, gialle sono le strade, gialla è la casa di Vincent, il quale è finalmente felice di essersi allontanato dal clima e dai colori troppo rigidi di Parigi. L'assoluta preponderanza del giallo cromo viene poi controbilanciata da un cielo cobalto e dall'inserzione di timide note di colori diversi, come nel caso della tenda rosa visibile a destra, accanto all'abitazione dell'artista.
Oggi la "casa gialla" di van Gogh in place Lamartine ritratta nel quadro non esiste più: l'edificio venne gravemente danneggiato durante un bombardamento aereo degli Alleati durante la seconda guerra mondiale il 25 giugno 1944, e venne successivamente demolito.